# Электрокабель (завод)
АО «Электрокабель кольчугинский завод» (сокращенно АО «ЭКЗ») — российский машиностроительный завод. Находится в г. Кольчугино Владимирской области.
Основан весной 1939 года на базе существовавшего производства кабеля и проводов завода по обработке цветных металлов имени Орджоникидзе, основанного в 1871 году.".
На данный момент производственные мощности завода включают шесть цехов основного производства и ряд вспомогательных, предприятие изготавливает полный перечень кабельно-полупроводниковой номенклатуры и металлическую сетку. Всего насчитывается около 75000 маркоразмеров кабелей и проводов. Число сотрудников завода — около 1900 человек. Площадь «Электрокабеля» — около 30 Га. Производственная площадь цехов — 84 515,8 м²
Для производства продукции ежегодно завод перерабатывает более 16 000 тонн меди и порядка 4 000 тонн алюминия. Основной поставщик медной катанки — АО «Уралэлектромедь»
В настоящее время входит в «Холдинг Кабельный альянс», объединяющий кабельные активы Уральской горно-металлургической компании.
Является одним из градообразующих предприятий моногорода Кольчугино, бюджетообразующим предприятием Владимирской области.
26 октября 2016 года Уральская горно-металлургическая компания объявила о слиянии двух предприятий — АО «Электрокабель» Кольчугинский завод" (ЭКЗ) и ЗАО «Кольчугинский завод цветных металлов» (КЦМ).
После завершения всех юридических процедур КЦМ перейдет в оперативное управление «Холдинга Кабельный Альянс», в структуру которого входит «Электрокабель».
Такое решение принято в связи с расширением кабельного бизнеса и реализацией глобальной программы модернизации ЭКЗ. В течение нескольких лет в техперевооружение кабельного производства будет вложено около 1 миллиарда рублей.

## История
«Завод „Электрокабель“ начал свой путь в 1871 году, когда купцом А. Г. Кольчугиным было начато строительство меднолатунного производства и выпущена первая партия медной и латунной проволоки. В 1876 было учреждено „Товарищество латунного и меднопрокатного заводов Кольчугина“, а уже к 1896 году производился огромный ассортимент продукции, в том числе изолированная проволока, шнуры и кабели для различных целей электротехники, телеграфные, телефонные, сигнальные, горнозаводские и минные кабели. В том же году одним из первых в России было зарегистрировано клеймо (товарный знак) „Товарищества заводов Кольчугина“, широко известное в конце XIX- начале XX века.»
— Н.М. Валеева. Время оставляет след. "АМА-ПРЕСС", Москва. 2009. с.3
Основные вехи развития предприятия:

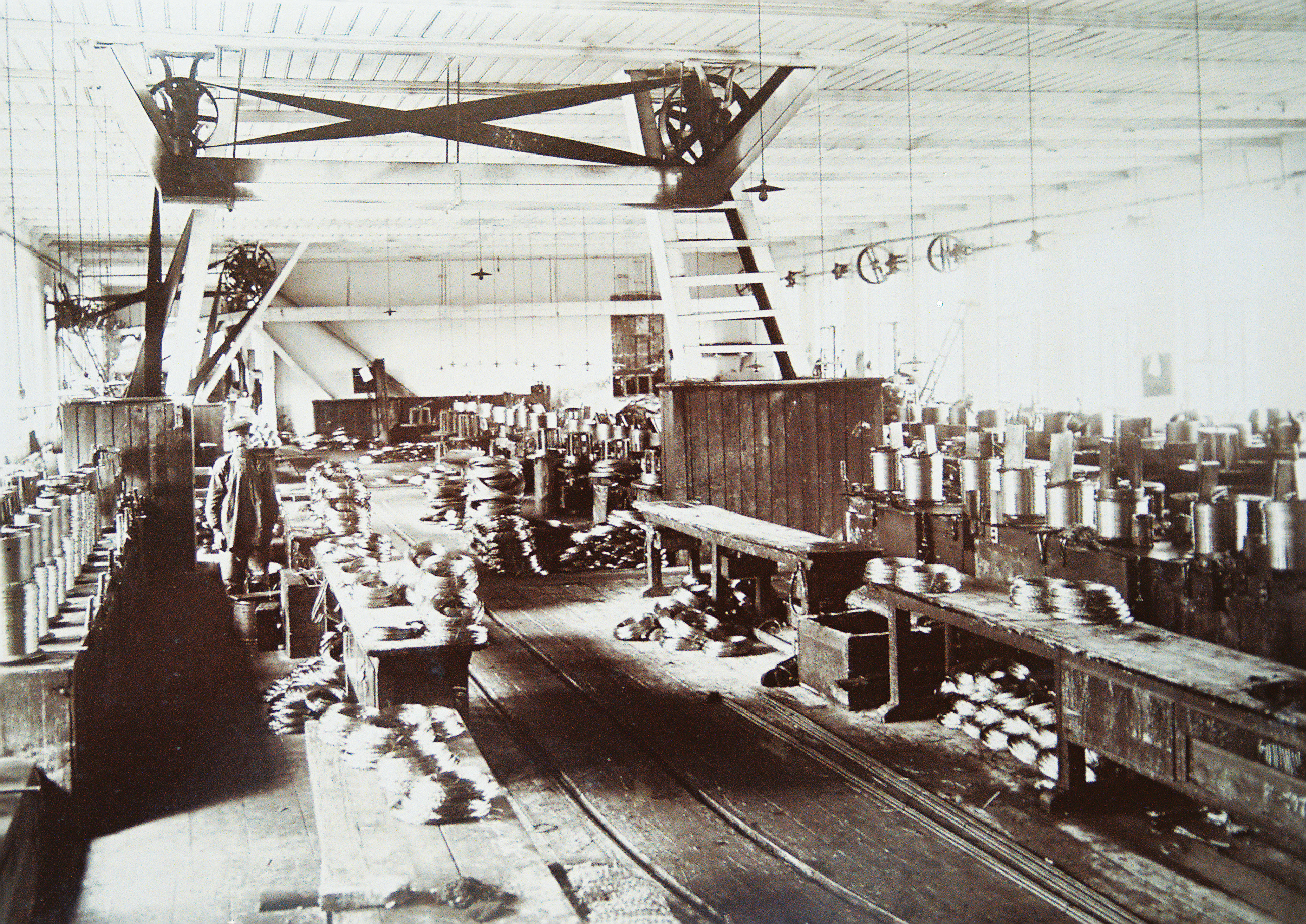
Кабельный корпус завода Кольчугина, в котором в начале 19 века изготавливали медную проволоку

Конец 19 века — кабельный завод — первое полностью электрифицированное предприятие в Европе.
1907 год — началось производство городских телефонных кабелей. Идет непрерывное строительство производственных корпусов и установка нового оборудования.
1909 год — организовано производство резины, ранее ввозившейся из Германии.
1913 год — завод занимает второе место в стране после «Соединенных кабельных заводов» в Петербурге.
1917 год — завод выпускает все виды кабельных изделий, необходимых стране.
1918 год — завод национализирован Декретом Правительства.
1922 год — разворачивается производство металлических сеток
1929 год — освоено производство силовых кабелей на напряжение в 22 кВ и были изготовлены большие партии этих кабелей для Бакинских нефтепроводов.
Начало 30-х годов 20-го века — освоено производство гибких шланговых кабелей.

«В 1930-е годы на заводе была организована резиновая лаборатория, заведовать которой был приглашен химик С. А. Коровкин. Под его руководством завод стал самостоятельно разрабатывать рецептуры резиновых смесей и внедрять отечественный синтетический каучук. Было освоено производство гибких шланговых кабелей, городские телефонные кабели изготавливали уже до 1200 пар включительно»
— Н.М. Валеева. Время оставляет след. "АМА-ПРЕСС", Москва. 2009
1939 год — в связи с организацией Министерства Электротехнической Промышленности Главного Управления кабельной промышленности в самостоятельный завод «Электрокабель» были выделены кабельный, прокатно-проволочный, сеточный и чугунолитейный цехи.
1940 год — выпуск продукции превышал дореволюционный в 12 раз.
1941—1945 года — эвакуация завода и последующее восстановление производства. В октябре 1941 года Правительством было принято постановление об эвакуации завода в Ташкент, Уфу, Краснокамск. Первым, как единственное в СССР вывезли металлоткацкое и частично волочильное оборудование на Краснокамский целлюлозно-бумажный комбинат. В 1943 году половина этого оборудования вернулась на завод. Кабельное и основная часть волочильного оборудования уехали в Ташкент, прокатный стан — в Каменск-Уральск. Всего эвакуировали 9 цехов, 252 единицы основного оборудования, около 1820 работников. Для эвакуации потребовалось 682 вагона. В феврале 1942 году эвакуированный завод дал первую продукцию — 250 км проводов ПТФ для военно-полевой связи. Весной 1942 года страна получила первые силовые и контрольные кабели, в начале 1943 года — установочные провода и шнуры. В Кольчугино на оставшемся оборудовании в мае 1942 года организован выпуск металлических сеток для самолетов и танков, проводов для взрывных работ. В 1944 году в Кольчугино были выпущены первые 92 км полевых кабелей, первая партия токоограничивающих бетонных реакторов.
1948 год — осваивается и организуется в крупном масштабе производство сеток высоких номеров из тончайшей никелевой проволоки, ранее не производившихся в СССР. В этом году выходит постановление за подписью Сталина И. В., которое обязывает завод «Электрокабель» организовать производство сеток для осуществления работ, возглавляемых академиком И. В. Курчатовым. Такое производство начнет свою работу уже в 1949 году. К этому времени произведена реконструкция производственного корпуса, закуплено оборудование, обучены работницы. Все они — женщины, потому что замечено, что для изготовления сеток из тончайшей проволоки более всего подходят именно женщины.
1950 год — достигнут довоенный выпуск в валовом выражении.
1955—1970 годы — идет масштабная реконструкция и строительство новых производственных и административно-бытовых корпусов, осваиваются новые изделия. В 1955 году на заводе была создана Центральная заводская лаборатория, что позволило усовершенствовать и ускорить процессы разработки новых конструкций кабелей. В этот период на заводе установлены агрегаты непрерывной вулканизации резиновых изоляций и защитных шланговых оболочек, позволяющие сократить до 4-5 промежуточных технологических операций.

«…Оказались под крышами другого завода под названием „Электрокабель“. Остро и душно запахло горячей резиной, и мы увидели огромные куски резинового теста — то черные, то красные, то желтые. Они лежали всюду, они окружали нас со всех сторон, они двигались в разных направлениях. Десятки машин мяли и тискали резину, цедили ее между горячими валиками, раскатывали, как лапшу, вытягивали, распаривали, рвали на части и спекали снова. Конечно, дело привычки, но любоваться всем этим долго нельзя — очень уж тяжел резиновый дух»
— В. А. Солоухин. Издательство "Художественная литература", Москва. 1983
В 1968 году приступил к работе цех по производству шланговых кабелей и проводов № 2. Это была поистине революция в изготовлении резиновых смесей на заводе. Удалось победить «резиновый дух», описанный В. А. Солоухиным. В 60-х годах на нашем заводе был разработан и изготовлен гибкий многожильный морозостойкий шланговый кабель со стальным несущим тросом для глубинного бурения льдов в Антарктиде. Представитель заказчика, института Арктики и Антарктики, проводил с кабелем испытательные работы в Антарктиде и получил хорошие результаты. За эту работу технолог Егорова Г. В. была награждена медалью ВДНХ
1976 год — введен в эксплуатацию новый корпус металлических сеток, аналогов которому в Советском Союзе на то время не было.
1984 год — завод стал работать в условиях экономического эксперимента по расширению прав предприятий в области планирования и хозяйствования и повышению ответственности за результаты работ.
1991 год — на базе завода создается Арендное предприятие кольчугинский электрокабельный завод «Электрокабель».
1992 год — Арендное предприятие преобразовано в Товарищество с ограниченной ответственностью завод «Электрокабель».
1993 год — у государства выкуплен весь имущественный комплекс, основные и оборотные средства, сформирована долгосрочная стратегическая программа технического перевооружения.
1998 год — ТОО преобразовано в Предприятие «Завод „Электрокабель“ Производственный кооператив», осваиваются новые виды кабелей и проводов, совершенствуются выпускаемые ранее.
2002 год — предприятие преобразовано в Открытое акционерное общество. «Электрокабель» Кольчугинский завод", полным ходом идет модернизация производства.
2005 год — открыт новый цех по производству силовых кабелей на среднее и высокое напряжение с изоляцией из сшитого полиэтилена.
2012 год — начато производство волоконно-оптических кабелей.
В настоящее время на предприятии идет модернизация производства. В частности, приобретены новые оплеточные машины для производства экранированных кабелей, изготовлены и запущены новые обмоточные машины для наложения кордельно-бумажной и кордельно-полистирольной изоляции на магистральные кабели связи.

## Продукция завода
Основу номенклатуры завода составляют кабели для энергетики — силовые на напряжение 10-35 кВ (более 40 % об объема производимой продукции). Кроме того, предприятие выпускает продукцию для нефтехимической, нефтегазовой отраслей, для инфраструктуры РЖД, для судостроительной и судоремонтной отраслей, горнорудной промышленности, строительства и т. п.
Номенклатура выпускаемой продукции:
- Кабели силовые для стационарной прокладки
- Кабели контрольные
- Провода и кабели монтажные
- Кабели для нестационарной прокладки
- Провода силовые общего назначения
- Кабели и провода связи
- Волоконно-оптические кабели
- Кабели для сигнализации и блокировки
- Кабели управления
- Провода силовые для электрических установок
- Кабели судовые
- Провода и кабели для подвижного состава
- Провода неизолированные гибкие
- Провода для воздушных линий передач
- Провода и шнуры различного назначения
- Сетки металлические тканые и проволока никелевая

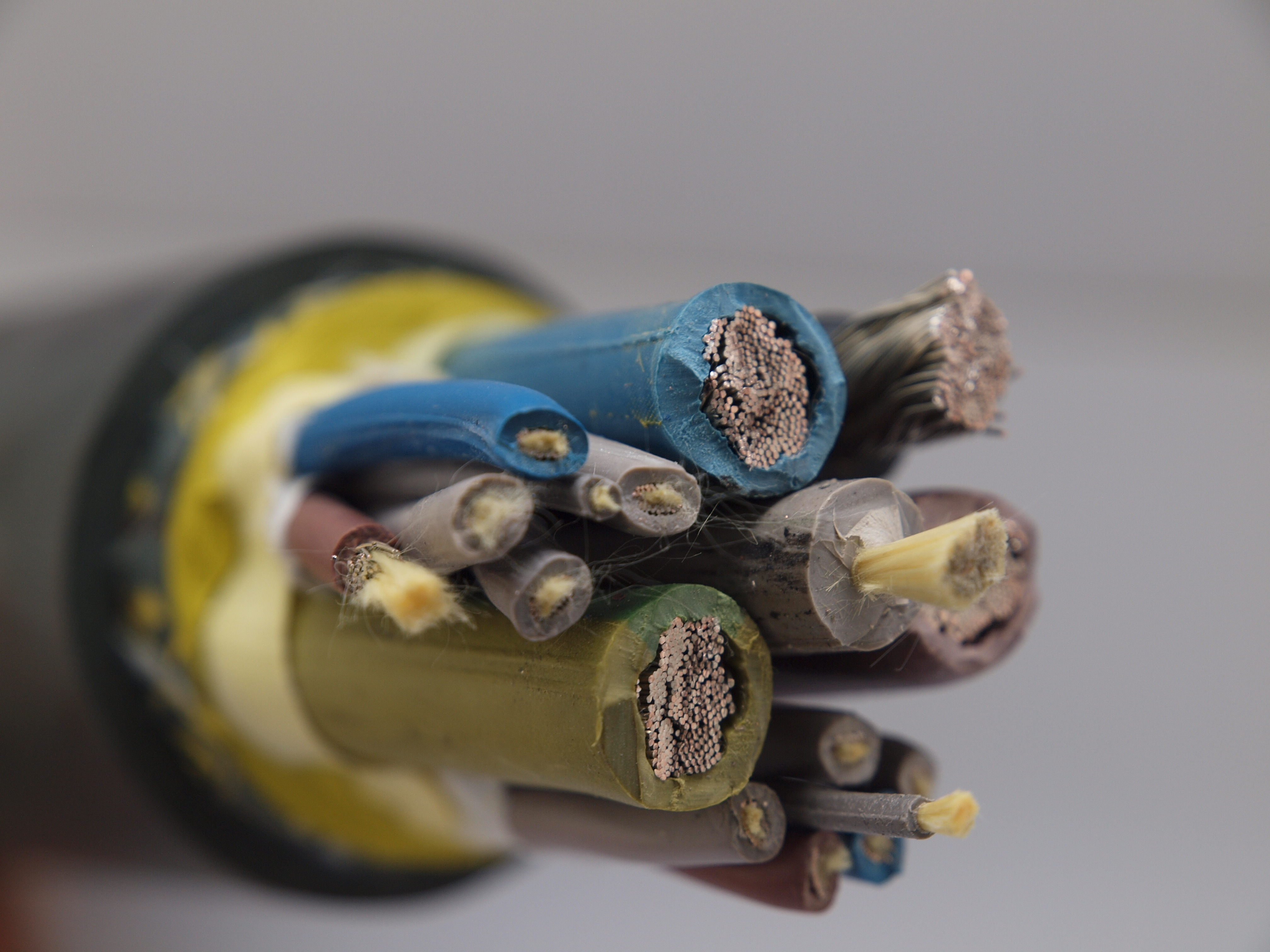
Кабель для подъемно-конвейерных систем марки КГТН2У производства АО "ЭКЗ"
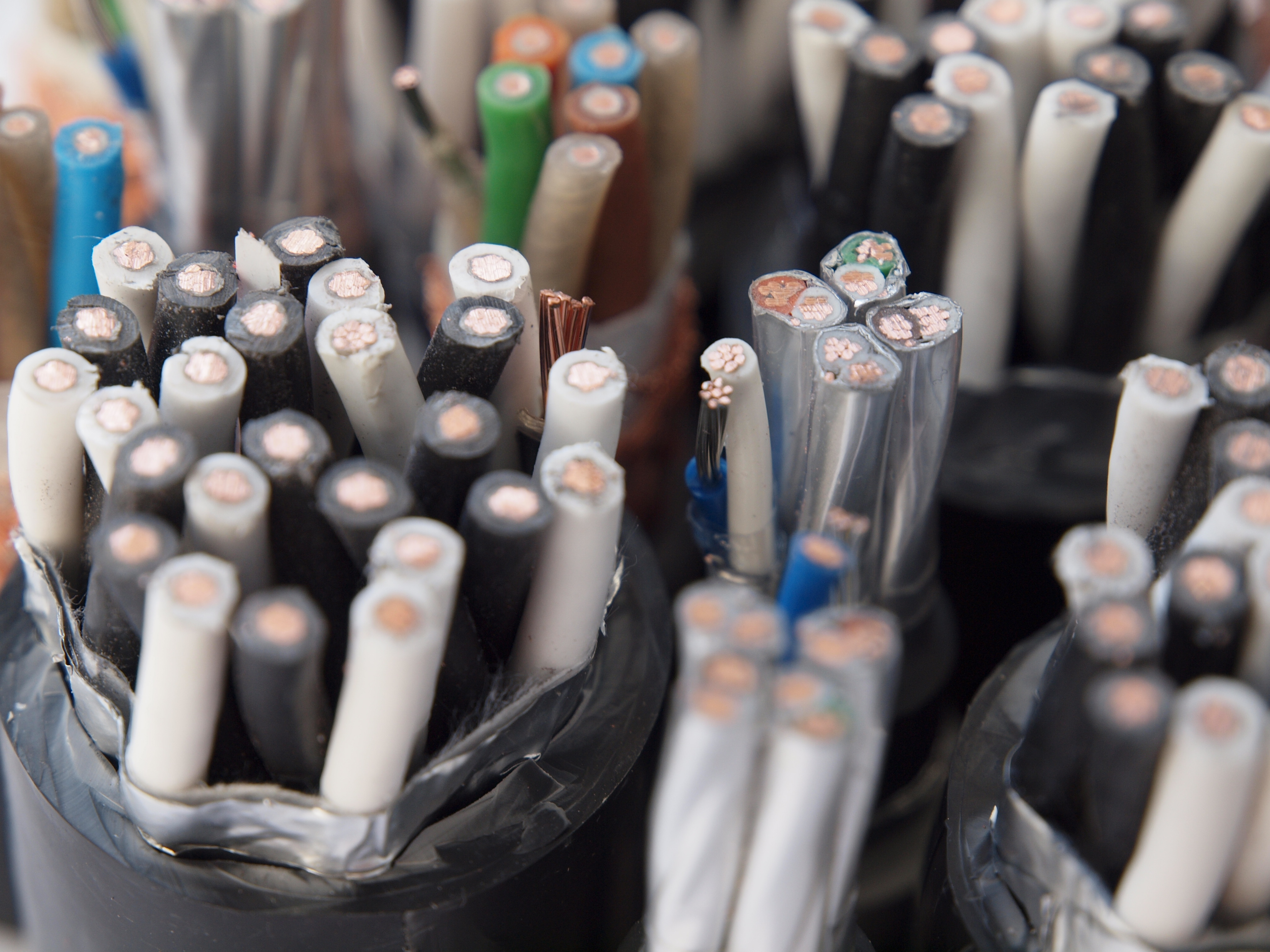
Кабели управления торговой марки НИКИ в различном исполнении производства АО "ЭКЗ"
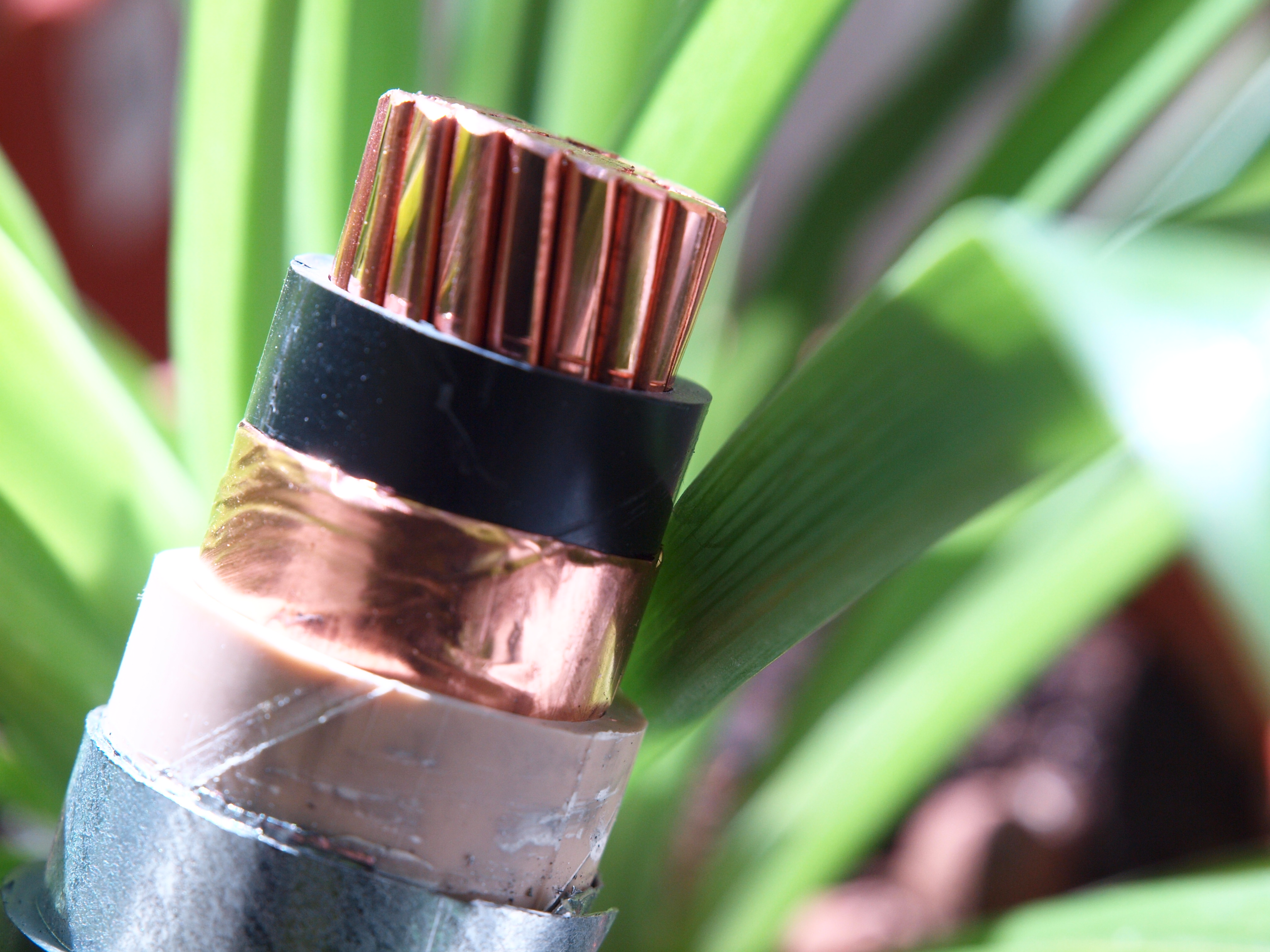
Кабель силовой для стационарной прокладки на напряжение 3 кВ производства АО "ЭКЗ"

## Социальные проекты
На территории предприятия функционирует заводская часовня в Честь и Память всех Святых в земле Владимирской Просиявших.
Уже более 10 лет существует на предприятии женский академический хор.
Принимает посетителей заводской музей, рассказывающий об истории города, жизни купца Кольчугина и истории «Электрокабеля».
Реализуется проект по поддержке заводских ветеранов (выплачивается ежеквартальная материальная помощь, организуются праздничные мероприятия, концерты)
Завод оказывает городу и району благотворительную помощь

## Награды
1963 год — заводу за успешную работу по социалистическому соревнованию и повышению культуры производства первому в области и в системе Главкабеля присуждено звание завода коммунистического труда.
2000-е годы Почетные грамоты Правительства РФ за достижения в социальной сфере и успехи в социальтной политике (предприятие -регулярный участник конкурса «Всероссийская организация социальной эффективности».
2004, 2006 годы — решением Попечительского совета благотворительного фонда «Меценаты столетия» коллектив завода награжден «Золотой грамотой мецената» за вклад в дело возрождения и процветания мира.
Предприятие — неоднократный победитель областного конкурса «Лучшие организации Владимирской области», за вклад в развитие и достижение результатов в экономической, социальной и культурной сферах деятельности в период с 2007—2016 годы завод заносили на Владимирскую областную «Галерею Славы».
2009 год — кабели силовые с изоляцией из сшитого полиэтилена на напряжение 10, 20 и 35 кВ становятся победителем конкурса «100 лучших товаров России» в номинации «Продукция производственно-технического назначения».
2011 год — кабели огнестойкие, не распространяющие горение, с низким дымо -и газовыделением становятся победителем конкурса «100 лучших товаров России» в номинации «Продукция производственно-технического назначения».
2014 год — завод награжден памятной медалью к 70-летию Владимирской области
2015 год — кабель для систем противопожарной защиты марки КПСЭнг(А)-FRHF стал победителем конкурса «100 лучших товаров России» в номинации «Продукция производственно-технического назначения».

## Директора завода
С 1939 по 1941 гг. — К. Ф. Сафонов
С 1941 по 1942 гг. — А. Г. Блоков
С 1942 по 1946 гг. — А. Т. Ухорский
С 1946 по 1951 гг. — Н. А. Меркулов
С 1951 по 1970 гг. — М. В. Яблоков
С 1970 по 1986 гг. — А. П. Зубарев
С 1986 по 2006 гг. — В. П. Ситько
С 2006 по 2010 гг. — Ю. В. Донец
С 2010 по 2015 гг. — С. В. Ситько
С 2015 по 2016 гг. — А. Ю. Прохоров
С 2016 по 2019 гг. — В.В. Иванов  
C 2019 по 2020гг - Тайматов Р Н
С 2020 по н.в. - Суходоев Е.В.